# Oreodera adornata
Oreodera adornata là một loài bọ cánh cứng trong họ Cerambycidae.